# Haloragis minima
Haloragis minima är en slingeväxtart som beskrevs av John William Colenso. Haloragis minima ingår i släktet Haloragis och familjen slingeväxter. Inga underarter finns listade i Catalogue of Life.